# 尾莫蟹蛛
尾莫蟹蛛（学名：Monaeses caudatus）为蟹蛛科莫蟹蛛属的动物。在中国大陆，分布于江西、安徽、浙江等地，多生活于马尾松林下的灌木及草丛。该物种的模式产地在江西宜丰。